# Mauro Herce Mira
Mauro Herce Mira   (Barcelona, 1976) és un director de cinema i de fotografia català.
Es va graduar en enginyeria i belles arts, i posteriorment estudià cinematografia a l'EICTV de San Antonio de los Baños i a l'Escola Nacional Superior Louis Lumière de París. Va debutar com a director de fotografia el 2003 amb el curtmetratge Estoy gut d'Ignacio Ceruti, i el seu primer treball destacat fou a Les dues vides d'Andrés Rabadán (2008) de Ventura Durall. El 2010 va guanyar el premi a la millor fotografia de Madridimagen pel seu treball a Ocaso del xilè Thoo Court. El 2014 va guanyar el premi Magnolia del Shanghai Television Festival per Els anys salvatges.
El 2015 debutà com a director de cinema amb el llargmetratge Dead Slow Ahead, amb el que va guanyar el premi especial del jurat al Festival Internacional de Cinema de Locarno, el premi a la millor pel·lícula al Doclisboa, millor pel·lícula als IV Premis Días de Cine, el premi al millor documental als IV Premis Feroz, el premi al millor documental al Festival Internacional de Cinema Documental de Jihlava, el premi a la millor pel·lícula al Ann Arbour, el premi Richard Leacock al Festival de Cinema de Las Palmas, una menció especial al Festival Internacional de Cinema de Jeonju, i una menció especial al Festival de Cinema Europeu de Sevilla.
Tornaria a la direcció de fotografia a O que arde (2019) amb la que va guanyar el Gaudí a la millor fotografia, el Goya a la millor fotografia i el Premi Mestre Mateo a la millor fotografia. Alhora va dirigir el curtmetratge Lonely rivers (2019), que es va estrenar al festival de Locarno i pel que va rebre el premi al millor curtmetratge del Festival de Cinema de Gijón. entre altres premis.

## Filmografia
Com a director de fotografia
- Pic-nic (2007)
- El camino (2008)
- Les dues vides d'Andrés Rabadán (2008)
- El perdó (2009)
- Ocaso (2010)
- Rives (2011)
- Arraianos (2012)
- A puerta fría (2012)
- El Quinto Evangelio de Gaspar Hauser (2013)
- Els anys salvatges (2013)
- Slimane (2013)
- Une histoire américaine (2015)
- Dead Slow Ahead (2015)
- Las mimosas (2016)
- El mar nos mira de lejos (2017)
- Pour le réconfort (2017)
- Dos Fridas (2018)
- La estrella errante (2018)
- Longa noite (2019)
- O que arde (2019)
- Lonely Rivers (2019)
- Sycorax (2020)
- Matadero (2021)
- Sica (2022)
- Aqueronte (2022)
- Samsara (2022)
- Eureka (2022)

Com a director
- Dead Slow Ahead (2015)
- Lonely rivers (2019)